# Partidos políticos de Perú
Los partidos políticos de Perú son agrupaciones de ciudadanos cuyo objetivo es participar en los asuntos públicos de la República del Perú. Bajo el marco legal de la Constitución Política del Perú vigente, el Jurado Nacional de Elecciones se encarga de otorgar inscripción a los partidos políticos que deseen participar en procesos electorales. Según la Ley de Partidos Políticos, solo aquellas organizaciones que se encuentren inscritos pueden denominarse como partidos, además de obtener personería jurídica y poder presentar candidatos a todo cargo de elección popular.

## Historia
Tras la guerra del Pacífico, se origina lo que se puede calificar como el primer sistema de partidos políticos en Perú. Además del Partido Civil, aparecen el Partido Demócrata y el Partido Constitucional. Durante un cuarto de siglo estos partidos coexisten y, salvo una interrupción militar en 1914, se suceden en el poder. El abuso de autoridad para ganar elecciones y las disputas políticas por el control del Parlamento causan el fin del primer sistema de partidos. En 1919, el temor del candidato del Partido Civil de perder la elección presidencial ante adversarios de su propio partido, lo impulsa a dar un golpe de Estado para garantizar su poder por más de diez años.
En 1930, la Gran Depresión y la creciente protesta social y juvenil que se canaliza desde fuera de los partidos tradicionales, son el escenario para la aparición de nuevos partidos de masas como el Partido Aprista Peruano, la Unión Revolucionaria y el Partido Comunista Peruano. Mientras tanto, emergen otros grupos que representan a sectores menos radicalizados como el Partido Social Demócrata, Acción Popular, el Movimiento Democrático Peruano, el Partido Demócrata Cristiano y el Partido Popular Cristiano.  Desde finales de 1980 su forma se asemeja a la denominada poliarquía debido a su naturaleza centralista y mercantilista, término que es recurrido debido a la presencia de protestas medioambientales en posteriores años. De los partidos políticos de hasta mediados de siglo, solo tres permanecieron con el tiempo en la política peruana: el Partido Aprista Peruano (Apra), el Partido Popular Cristiano (PPC) y Acción Popular. Esto justifica que los partidos más antiguos del siglo tuvieron una vida corta a diferencia de otros países como Colombia.
La etapa de crisis de la administración multipartidista se debió a las estructuras caudillistas. Esta crisis se agudizó previo a la llegada del Fujimorato, debido a la incapacidad de sus representantes y su falta de cristalización de planificación de gobierno, por lo que el entonces Cambio 90 consiguió vencer a las organizaciones veteranas. Por lo que consiguió el éxito esperado por sus reformas económicas, en que la popularidad de los partidos adversarios no llegó al 10 %. Una comparación más cercana fue con lo ocurrido a finales de los años 1970, en que los partidos políticos tuvieron una notable participación en la asamblea para formar una nueva constitución.

### Desde la creación de la ley de partidos políticos
Entre 2001 y 2023, seis presidentes de la República nunca antes se habían presentado a elecciones para ese cargo, a los que hay que sumar tres que lo hicieron en partidos de carácter personalista. Hacia 2021, ocho partidos políticos creados en la década de 2000 y ocho partidos creados después de 2010 estaban habilitados para participar en las elecciones. Solo ocho partidos originados antes de 2000 participaron en las elecciones de 2021.
En noviembre de 2003 se creó la ley de Partidos Políticos, luego de un largo proceso de confrontación entre las fuerzas políticas en el siglo XX. Se promulgó con el objetivo de crear las condiciones para la constitución y fortalecimiento de un sistema democrático de partidos. Para ese año, un 80 % de encuestados por la Universidad de Lima mostraron su desconfianza a los partidos políticos.
Desde la creación de la ley, nuevos partidos como Fuerza Popular y Perú Libre han obtenido buenos resultados en las elecciones generales, pero ninguno ha podido mantenerse como principal fuerza política debido a las dudas sobre sus representantes elegidos. Una investigación de la Revista Lasallista de Investigación de 2024 sugirió la existencia de una crisis de representatividad política provocada por la corrupción. Esta crisis puso de manifiesto la falta de participación ciudadana en las elecciones de 2021.
La ley de los partidos políticos no mejoró la calidad de estos ni fomentó su vinculación ciudadana. En el Latinobarómetro de 2006, el 30 % se identificó con alguno de ellos; en la edición de 2024, solo fue el 9 %.  La politóloga Grace Jaramillo señaló que, en los años 2020, los partidos políticos fueron propensos a volverse inestables a causa de la ausencia de cultura política. Esta tendencia también ocurrió en Ecuador y Colombia. Un ejemplo de esta falta de cultura política se encuentra en el estudio de 2019 de Paula Muñoz, quien señaló que los electores no deciden su voto hasta que finalice la campaña, mientras que los partidos políticos tratan de obtenerlo regalando cosas.
En 2020 se introdujo las elecciones primarias obligatorias para depurar y elegir mejores representantes políticos. Sin embargo, el politólogo Fernando Tuesta señaló que algunos partidos políticos no se interesaron por llevarlas a cabo. En 2023, el medio informativo RPP indicó que se habían reducido los requisitos para crear nuevos partidos políticos, como la necesidad de tener el 0.1 % de peruanos en el padrón electoral (del 4 % en años anteriores). Esta exigencia se modificó en el mismo 2023, cuando el Congreso aprobó una contrarreforma para exigir el 3 % de votantes como requisito, casi medio millón de personas.
De cara a las elecciones de 2026, destacan los partidos más recientes, creados mayoritariamente en la última década. Los partidos tradicionales más antiguos (el PPC, el Apra y Acción Popular) tuvieron problemas para encontrar candidatos que renovaran la imagen de sus formaciones. El 50 % de las personas encuestadas por Datum manifestaron su interés en votar a candidatos independientes. Entre julio y diciembre de 2024, El Comercio registró que 32 000 personas renunciaron a los movimientos y partidos políticos para postularse como autoridades regionales. Los portales web de RPP y Convoca informaron de que 40 partidos políticos se inscribirán para participar en estas elecciones, la cifra más alta de su historia. Dado su naturaleza, los logotipos serán importantes para que los lectores decidan por quién votar.
En abril de 2025, los ciudadanos denunciaron que los partidos políticos los habían afiliado sin su consentimiento y que, para darse de baja, debían pagar más de 10 dólares. De hecho, un ciudadano afiliado sin su consentimiento fue denunciado por el partido político Voces del Pueblo (de Guillermo Bermejo) por intentar darse de baja. El Reniec señaló que 300 000 registros de afiliación contenían firmas falsas. El presidente del Jurado Nacional de Elecciones anunció que se eliminaría la cuota para facilitar la baja; aunque, según los expertos en derecho electoral consultados por El Comercio, el organismo no tiene la capacidad legal para sancionar a los partidos políticos involucrados en el escándalo. Al mes siguiente, se informó de que los partidos políticos podrían haber creado comités de fachada para cumplir exigencias legales.

## Supervisión electoral
En aras de prevenir actos de corrupción en el ámbito electoral, la Gerencia de Supervisión de Fondos Partidarios de la Oficina Nacional de Procesos Electorales (ONPE) evalúa el financiamiento de los partidos políticos, que proviene de los votos obtenidos en elecciones anteriores y de las aportaciones de terceros. En general, los partidos políticos no pueden recibir financiamiento de instituciones o empresas del Estado, de una confesión religiosa o de organizaciones públicas extranjeras. Sin embargo, la posibilidad de que personas naturales realicen aportes a los partidos políticos ha sido cuestionada por su propensión al pitufeo. En el referéndum de 2018, se aprobó la regulación del financiamiento de las organizaciones políticas. Desde el año 2021, la ONPE ha puesto en funcionamiento el portal de transparencia Claridad, a través del cual los partidos políticos deben remitir sus aportaciones monetarias en procesos electorales.
Además, el JNE establece cuales militantes son aceptados para su postulación y cuales rechazados en caso de alguna irregularidad. Además, obliga a mostrar la información verídica en una hoja de vida, que propuesta en el año 2005.
El único uso exclusivo del dinero recibido del Estado, entregado proporcionalmente a la cantidad de votos emitidos, ha sido motivo de controversia en algunos partidos políticos. En 2023, la asociación Vigilancia Ciudadana denunció que los partidos Perú Libre y Fuerza Popular utilizaron de manera irregular el dinero recibido directamente del Estado sin recibir sanciones ejemplares.

## Lista de partidos

### Inscritos
Para participar en elecciones los partidos deben encontrarse inscritos en el Registro de Organizaciones Políticas, principalmente deben contar con un número de firmas dictado por el Jurado Nacional de Elecciones. Las firmas son verificadas por el Registro Nacional de Identificación y Estado Civil. Estos son los partidos políticos que poseen inscripción vigente:
| Partido político | Partido político                | Fundación | Según el Registro de Organizaciones Políticas | Según el Registro de Organizaciones Políticas | Afiliados | Líder del partido        |
| Partido político | Partido político                | Fundación | Fecha de inscripción                          | Sede                                          | Afiliados | Líder del partido        |
| ---------------- | ------------------------------- | --------- | --------------------------------------------- | --------------------------------------------- | --------- | ------------------------ |
|                  | Acción Popular                  | 1956      | 4 de agosto de 2004                           | Lima, Lima                                    | 287,496   | Julio Chávez Chiong      |
|                  | Ahora Nación                    | 2023      | 24 de julio de 2024                           | San Martin de Porres, Lima                    | 62,234    | Alfonso López-Chau       |
|                  | Alianza para el Progreso        | 2001      | 12 de agosto de 2008                          | Jesús María, Lima                             | 367,700   | César Acuña              |
|                  | Avanza País                     | 2000      | 10 de mayo de 2017                            | Jesús María, Lima                             | 46,225    | Aldo Borrero             |
|                  | Batalla Perú                    |           | 31 de enero de 2025                           | Lima, Lima                                    | 45,497    | José Luis Rivera Barzola |
|                  | Fe en el Perú                   | 2021      | 14 de febrero de 2023                         | La Molina, Lima                               | 55,237    | Álvaro Paz de la Barra   |
|                  | FREPAP                          | 1989      | 10 de febrero de 2023                         | Lima, Lima                                    | 44,610    | Jonás Ataucusi           |
|                  | Fuerza Popular                  | 2010      | 9 de marzo de 2010                            | Lima, Lima                                    | 58,779    | Keiko Fujimori           |
|                  | Juntos por el Perú              | 2017      | 23 de noviembre de 2009                       | Lima, Lima                                    | 52,157    | Roberto Sánchez          |
|                  | Libertad Popular                | 2021      | 8 de junio de 2023                            | San Isidro, Lima                              | 34,252    | Rafael Belaúnde Llosa    |
|                  | Nuevo Perú por el Buen Vivir    | 2017      | 3 de julio de 2024                            | Breña, Lima                                   | 40,443    | Énver León               |
|                  | Partido Aprista Peruano         | 1924      | 24 de marzo de 2023                           | Breña, Lima                                   | 64,161    | Belén García Mendoza     |
|                  | Ciudadanos por el Perú          | 2024      | 15 de enero de 2025                           | Villa María del Triunfo, Lima                 | 37,965    | Úrsula Quispe Fernández  |
|                  | Partido Cívico OBRAS            | 1989      | 15 de julio de 2024                           | Lima, Lima                                    | 40,229    | Ricardo Belmont          |
|                  | PTE Perú                        | 2023      | 5 de abril de 2024                            | Lima, Lima                                    | 37,389    | Napoleón Becerra         |
|                  | Partido del Buen Gobierno       | 2023      | 2 de agosto de 2024                           | Lima, Lima                                    | 37,865    | Jorge Nieto              |
|                  | Partido Demócrata Unido Perú    | 2018      | 13 de marzo de 2023                           | Lima, Lima                                    | 38,203    | Charlie Carrasco         |
|                  | Partido Demócrata Verde         | 2021      | 14 de febrero de 2023                         | Lima, Lima                                    | 55,889    | Álex Gonzáles            |
|                  | Partido Democrático Federal     | 2024      | 21 de enero de 2025                           | San Borja, Lima                               | 28,564    | Virgilio Acuña           |
|                  | Partido Democrático Somos Perú  | 1997      | 22 de noviembre de 2004                       | La Victoria, Lima                             | 166,428   | Patricia Li              |
|                  | Frente de la Esperanza          | 2020      | 16 de septiembre de 2021                      | San Miguel, Lima                              | 65,332    | Fernando Olivera         |
|                  | Partido Morado                  | 2016      | 4 de marzo de 2019                            | Miraflores, Lima                              | 26,273    | Luis Durán               |
|                  | País para Todos                 | 2023      | 2 de agosto de 2024                           | San Isidro, Lima                              | 46,420    | Vladimir Meza            |
|                  | Partido Patriótico del Perú     | 2020      | 29 de marzo de 2022                           | La Molina, Lima                               | 46,739    | Herbert Caller           |
|                  | Cooperación Popular             | 2024      | 25 de noviembre de 2024                       | Comas,Lima                                    | 33,512    | Gabriela Maxi Velásquez  |
|                  | Fuerza Moderna                  | 2023      | 7 de agosto de 2024                           | Lima, Lima                                    | 33,534    | Fiorella Molinelli       |
|                  | Integridad Democrática          | 2023      | 11 de abril de 2025                           | Surquillo, Lima                               | 44,131    | Wolfgang Grozo           |
|                  | Perú Libre                      | 2008      | 15 de enero de 2016                           | Breña, Lima                                   | 217,993   | Vladimir Cerrón          |
|                  | Perú Acción                     | 2015      | 25 de julio de 2023                           | San Isidro, Lima                              | 35,980    | Francisco Diez Canseco   |
|                  | Perú Primero                    | 2021      | 19 de junio de 2023                           | San Isidro, Lima                              | 86,148    |                          |
|                  | Peruanos Unidos: ¡Somos Libres! | 2024      | 20 de noviembre de 2024                       | San Isidro, Lima                              | 33,801    | Tomás Gálvez             |
|                  | Voces del Pueblo                | 2024      | 23 de octubre de 2024                         | San Juan de Lurigancho, Lima                  | 67,837    | Ronald Atencio           |
|                  | Partido Político PRIN           | 2021      | 19 de enero de 2023                           | Lima, Lima                                    | 50,288    | Walter Chirinos          |
|                  | Partido Popular Cristiano       | 1966      | 10 de mayo de 2024                            | Breña, Lima                                   | 37,782    | Carlos Neuhaus           |
|                  | Partido SíCreo                  | 2022      | 18 de marzo de 2024                           | Lima, Lima                                    | 43,998    | Carlos Espá              |
|                  | Unidad y Paz                    | 2023      | 2 de octubre de 2024                          | Magdalena del Mar, Lima                       | 31,927    | Roberto Chiabra          |
|                  | Perú Moderno                    |           | 7 de junio de 2023                            | Lima, Lima                                    | 53,674    |                          |
|                  | Podemos Perú                    | 2018      | 10 de enero de 2018                           | Lima, Lima                                    | 43,087    | José Luna                |
|                  | Primero la Gente                | 2022      | 5 de julio de 2023                            | Pueblo Libre, Lima                            | 32,939    |                          |
|                  | Progresemos                     | 2023      | 3 de julio de 2024                            | Lima, Lima                                    | 50,535    | Paul Jaimes Blanco       |
|                  | Renovación Popular              | 2020      | 7 de diciembre de 2004                        | Jesús María, Lima                             | 46,146    | Rafael López Aliaga      |
|                  | Salvemos al Perú                | 2021      | 29 de mayo de 2023                            | Lima, Lima                                    | 29,122    | Mariano González         |
|                  | Un Camino Diferente             | 2023      | 11 de abril de 2025                           | Trujillo, La Libertad                         | 29,258    | Arturo Fernández         |

### En proceso de inscripción
Para inscribir una organización política se debe presentar un padrón de afiliados con no menor del 0.1% de los ciudadanos que sufragaron en las últimas elecciones. Estas son las organizaciones políticas que están en proceso de inscribirse como partido político:
| Partido político | Partido político                                                     | Sede                       | Líder del partido          |
| ---------------- | -------------------------------------------------------------------- | -------------------------- | -------------------------- |
|                  | Acción Democrática DEMOS                                             | Surquillo, Lima            | Carlos David Castro        |
|                  | Adelante Pueblo Unido                                                | Lima, Lima                 | Miguel Vladimir Concha     |
|                  | Cambio Social                                                        | Lima, Lima                 | Carlos Guevara Estela      |
|                  | Coalición Transformadora Tierra Verde                                | Puente Piedra, Lima        | Javier Arce Alvarado       |
|                  | Comunidad Política Inka Perú                                         | Callao, Callao             | Ricardo Alberca            |
|                  | Educa, Emprende E Innova Peru                                        | Lima, Lima                 | Pierre Valderrama          |
|                  | Fuerza Ciudadana                                                     | La Molina, Lima            | Marco Antonio Rios Maguiña |
|                  | Movimiento por la Unidad de los Pueblos                              | Lima, Lima                 | Michael Javier Rocca       |
|                  | Nueva Generación Peruana                                             | Lima, Lima                 | Lucinda Jayo               |
|                  | Pacto Nacional                                                       | Jesús María, Lima          | Fernando Jose Condori      |
|                  | Partido Centro Unidos                                                | San Borja, Lima            | Gerwer Campero             |
|                  | Partido Humanista Peruano                                            | Santiago de Surco, Lima    | Yehude Simon               |
|                  | Partido Obrero del Peru                                              | Lima, Lima                 | Luis Alberto Zea           |
|                  | Partido Político ADN                                                 | Lima, Lima                 | Óscar Percy Quenaya        |
|                  | Partido Político ADP                                                 | Surquillo, Lima            | Aureo Zegarra              |
|                  | Guerreros de la Democracia                                           | Lima, Lima                 | Nilton Carranza            |
|                  | Libres e Iguales                                                     | Breña, Lima                | José Castillo Fresco       |
|                  | Perú te Quiero                                                       | Breña, Lima                | Fernando Salas             |
|                  | Nueva Gente                                                          | Lima, Lima                 | Christian Miranda Orillo   |
|                  | Pueblo Consciente                                                    | Lima, Lima                 | Guido Bellido              |
|                  | Todo con el Pueblo                                                   | Lima, Lima                 | Nicolás Bustamante         |
|                  | Partido por el Entendimiento, Recuperación y la Unificación del Perú | Rimac, Lima                |                            |
|                  | Partido Reformista Democrático                                       | Santiago de Surco, Lima    | Julio Cesar Caballero      |
|                  | Por Amor al Perú                                                     | La Victoria, Lima          | Raúl Mendiola              |
|                  | Republicanistas Unidos                                               | Los Olivos, Lima           | Javier Padilla Romero      |
|                  | Resurgimiento Unido Nacional - RUNA                                  | Huancayo, Junín            | Ciro Gálvez                |
|                  | Unidad Popular                                                       | San Martin de Porres, Lima | Santos Saavedra            |
|                  | Verdad y Honradez                                                    | Miraflores, Lima           |                            |
|                  | Visión Perú                                                          | Lima, Lima                 | Mauricio Rabanal           |

## Representación política
Bajo la Constitución Política vigente, los partidos políticos postulan candidatos para la presidencia de la República, participando en elecciones con sistema de sufragio directo y en distrito electoral único. Es elegido el candidato que obtiene más de la mitad de los votos. Junto con la presidencia son elegidas dos vicepresidencias por el mismo periodo. Si estas autoridades se encuentran impedidas permanentemente de ejercer la presidencia, el poder lo asume el Presidente del Congreso de manera transitoria hasta la elección de un sucesor.
| Línea de sucesión                       | Autoridad                            | Partido político                     | Periodo                                      | Origen del cargo                             |
| --------------------------------------- | ------------------------------------ | ------------------------------------ | -------------------------------------------- | -------------------------------------------- |
| Presidencia de la República             | Dina Boluarte                        | Independiente                        | 7 de diciembre de 2022 - 28 de julio de 2026 | Sucesión constitucional (1.ª vicepresidenta) |
| Primera Vicepresidencia de la República | Vacante desde 7 de diciembre de 2022 | Vacante desde 7 de diciembre de 2022 | Vacante desde 7 de diciembre de 2022         | Vacante desde 7 de diciembre de 2022         |
| Segunda Vicepresidencia de la República | Vacante desde 7 de mayo de 2020      | Vacante desde 7 de mayo de 2020      | Vacante desde 7 de mayo de 2020              | Vacante desde 7 de mayo de 2020              |

1. ↑  Elegida al cargo perteneciendo al partido Perú Libre. Expulsada del partido el 23 de enero de 2022.

Bajo el Reglamento del Congreso de la República, los partidos políticos representados bajo un grupo parlamentario pueden presentar listas de candidatos para ocupar los cargos de la Mesa Directiva del Congreso (Presidencia y tres vicepresidencias sucesivas), participando en elecciones internas entre los congresistas.  Es elegida la lista que obtiene más de la mitad de los votos.
| Línea de sucesión        | Congresista      | Partido político | Partido político         | Grupo parlamentario      | Distrito electoral | Periodo                                   | Origen del cargo |
| ------------------------ | ---------------- | ---------------- | ------------------------ | ------------------------ | ------------------ | ----------------------------------------- | ---------------- |
| Presidencia del Congreso | Eduardo Salhuana |                  | Alianza Para el Progreso | Alianza Para el Progreso | Madre de Dios      | 26 de julio de 2024-26 de julio de 2025   | Elección interna |
| Primera vicepresidencia  | Patricia Juárez  |                  | Fuerza Popular           | Fuerza Popular           | Lima               | 26 de julio de 2024-26 de julio de 2025   | Elección interna |
| Segunda vicepresidencia  | Waldemar Cerrón  |                  | Perú Libre               | Perú Libre               | Junín              | 26 de julio de 2024-26 de julio de 2025   | Elección interna |
| Tercera vicepresidencia  | Alejandro Cavero |                  | Avanza País              | Avanza País              | Lima               | 26 de julio de 2024 - 26 de julio de 2025 | Elección interna |

Para conseguir representación parlamentaria, se debe cruzar el umbral electoral del 5 % a nivel nacional u obtener al menos cinco escaños en dos distritos electorales. Los escaños se asignan mediante el sistema D'Hondt. Los partidos también participan en elecciones de autoridades regionales, locales y del Parlamento Andino, donde Perú tiene designado cinco escaños.
| Partido político | Partido político            | Congresistas (2021-26) | Gobernadores (2023-26) | Consejeros regionales (2023-26) | Alcaldes Provinciales (2023-26) | Alcaldes Distritales (2023-26) | Parlamentarios Andinos (2021-26) |
| ---------------- | --------------------------- | ---------------------- | ---------------------- | ------------------------------- | ------------------------------- | ------------------------------ | -------------------------------- |
|                  | Perú Libre                  | 37/130                 | 0/25                   | 5/342                           | 3/196                           | 73/1874                        | 1/5                              |
|                  | Fuerza Popular              | 24/130                 | 0/25                   | 1/342                           | 0/196                           | 3/1874                         | 1/5                              |
|                  | Acción Popular              | 16/130                 | 0/25                   | 5/342                           | 3/196                           | 61/1874                        | 1/5                              |
|                  | Alianza para el Progreso    | 15/130                 | 2/25                   | 35/342                          | 17/196                          | 167/1874                       | 0/5                              |
|                  | Renovación Popular          | 13/130                 | 0/25                   | 2/342                           | 2/196                           | 36/1874                        | 1/5                              |
|                  | Avanza País                 | 7/130                  | 1/25                   | 16/342                          | 10/196                          | 74/1874                        | 1/5                              |
|                  | Juntos por el Perú          | 5/130                  | 0/25                   | 6/342                           | 4/196                           | 38/1874                        | 0/5                              |
|                  | Somos Perú                  | 5/130                  | 7/25                   | 41/342                          | 28/196                          | 171/1874                       | 0/5                              |
|                  | Podemos Perú                | 5/130                  | 0/25                   | 6/342                           | 3/196                           | 42/1874                        | 0/5                              |
|                  | Partido Morado              | 3/130                  | 0/25                   | 0/342                           | 0/196                           | 0/1874                         | 0/5                              |
|                  | Frente de la Esperanza 2021 | 0/130                  | 1/25                   | 7/342                           | 4/196                           | 35/1874                        | 0/5                              |